# 大雪兰
大雪兰（学名：Cymbidium mastersii）为兰科兰属下的一个种。

## 扩展阅读
- 維基物種上的相關：大雪兰